# هافبرك ستوديوز
هافبرك ستوديوز (بالإنجليزية: Halfbrick Studios Pty Ltd)‏ ، هي شركة ألعاب فيديو أسترالية أسست سنة 2001م في بريزبان ، أنتجت عدة ألعاب فيديو ومنها فروت نينجا (فاكهة النينجا) و جيتباك جويرايد.